# Lanugo cesta
Lanugo cesta är en stekelart som först beskrevs av Thomas Say 1835.  Lanugo cesta ingår i släktet Lanugo och familjen brokparasitsteklar. Inga underarter finns listade i Catalogue of Life.